# 朱务平
朱务平（1898年—1932年11月25日），原名朱焕明，字镜秋，号务平，又名朱大生、朱大春、冯心，安徽省宿州（现濉溪县祁集镇）朱小楼村人。中国共产党早期人物。

## 生平
1917年，朱务平考入临涣县立第二高等小学读书。1921年，他考入南京建邺大学附中。次年，在临涣创建进步青年组织群化团，不久经江善夫介绍加入中国社会主义青年团。1923年，转徐州培心教会中学读书，介绍马汝良、孙业荣等同学加入群化团，并组建了群化团组织。是年，经吴亚鲁介绍转为中共党员；但他因反对教会学校被开除。1924年，他在家乡创建了中国社会主义青年团临涣支部。然后去上海，先后向团中央执行委员恽代英和当时担任中国国民党上海执行秘书的中共中央委员毛泽东作汇报，之后他返乡，集中力量组建农民协会和农民自卫军，组建了安徽省最早的区农会组织临涣区农民协会。
1925年2月，在国民党宿县第一次代表大会上朱务平被选为县党部执行委员。会后应吴亚鲁之邀去徐州，任陇海铁路总工会徐州分会党团书记，先后在纪念国际妇女节和追悼孙中山逝世大会上发表演说。之后，回乡奔祖母丧，应邀参加了西五铺各界群众追悼孙中山大会。5月，朱务平当选为共青团徐州地委秘书。在回徐州后，他立即成立了中共徐州支部，并把共青团临涣支部改组为特别支部。8月，陇海铁路总工会向陇海铁路局提出14项要求，朱务平派人代表徐州分会参加谈判。经过20多天的交涉，斗争取得完全胜利。朱务平抓住这一有利时机，改选了徐州分会，扭转了徐州分会濒临解散的危局。9月，朱务平参与创建了中共徐州特别支部，又把临涣和百善两个党小组合为中共临涣支部。年10月，徐州的党团组织划归中共豫陕区委和团豫陕区委领导，调朱务平到河南，负责陇海、京汉铁路的工运和豫陕的农运工作。他的频繁活动引起河南政府的注意，并下令搜捕。
1926年3月，朱务平奉命回到家乡，并与中共南京地委取得了联系，成立中共临涣特别支部，朱务平任书记。他还先后兼任国民党宿县党部农民委员和宿县农民协会秘书、委员长。8月，他按照中共江浙区委第65和69号通告的要求，与中共徐州独立支部军事委员会委员张淦清去河南，同中共豫陕区委协商联合支援北伐军问题。回宿后，动员全县中共党员、共青团员和国民党员加紧组织农民自卫军，策动红枪会武装参加北伐军。他还去上海向中共中央农民运动委员会书记毛泽东、中共江浙区委和常恒芳汇报了工作进展情况。根据中共江浙区委的决定，年末组成中共宿县地方执行委员会，朱务平任书记。
1927年2月，中共江浙区委第一次代表大会在上海召开。朱务平当选为大会主席团成员、中共江浙区委农民运动委员会委员和中国共产党第五次全国代表大会代表。后去蚌埠、怀远、凤阳、宿县、濉溪、泗县等地视察。4月下旬，赴武汉参加中共五大会议。8月，中共宿县临委正式成立，朱务平当选为委员。11月，宿县临委改为县委，他又当选为县委常委兼组织部部长。
1928年3月，中共皖北特委派汪豪来宿县，要求宿县县委组织武装暴动，与皖北特委组织的武装起义相配合。会后，朱务平、祝广教去宿县西南与涡阳、蒙城接壤的地区，组织和领导白沙等地的农民武装举行暴动，围攻白沙团防局。皖北特委领导的四九起义失败后，白沙起义军孤立无援，也被国民党军警镇压下去。同年8月，中共江苏省委派朱务平、董畏民二人去上海，商讨和研究筹建徐海特委等问题。省委书记李富春明确指出：徐海蚌地区是南北咽喉、军事重地，但过去没有基础，目前还处在创造组织的阶段，当前工作的重点除广大农村外，首先应该注意津浦路、陇海路、贾汪矿的工作，在城市中除一般工作外还应该注意军运工作。并确定，董畏民、朱务平分别到徐州、蚌埠，负责两地的工作。12月，在中共徐海蚌第一次代表大会上，他当选为特委委员，负责指导蚌埠周围各县党的工作。
1930年3月，中共江苏省委决定恢复徐海蚌特委，朱务平任特委委员兼凤阳县委书记。7月，兼任徐海蚌总行委铁路职工运动委员会委员，下辖蚌埠市工作委员会、蚌埠铁路工作委员会和凤阳、寿县、定远、凤台、阜阳、盱眙县委及灵璧独立区委、颍上区委、五河支部、泗县的3个支部。蚌埠地区的工运、农运、兵运、青运、学运和妇运都有较大发展。他先后组织和举行了凤台和盱眙县农民的借粮斗争，组织和举行了凤台县黄家坝、定远县吴圩、盱眙县高庙、凤阳县亮岗和灵璧、泗县的武装暴动，还组建了定远和盱眙县游击大队。1931年8月，原中共长淮特委军委书记刘平投奔国民政府，长淮特委及其所属党组织均被破坏。10月6日，朱务平在门台子站被投奔国民政府者张彩友指认跟踪逮捕，当天押送南京宪兵司令部，在狱中受尽酷刑。11月25日（一说12月1日），在南京雨花台被处决。

## 后世
现临涣天主教堂内旧楼为其早期革命活动场所；朱小楼村有朱务平故居，已列为安徽名人故居。故居原为两层土墙草顶的阁楼，由于年久失修，已经坍塌，中华人民共和国成立后，地方政府在其原址基础上重新建造了小型纪念馆。为门向朝南的主房和门楼向两的砖墙院落组成，总面积约180平方米。门楼建筑为古典式马鞍形，琉璃瓦覆盖，飞檐翘角，门眉上嵌有“朱务平故居”匾额，故居于1999年对外开放。